# Бромазепам
Бромазепам, известен и като лексотан, е психотропно лекарство от групата на бензодиазепините.

## Приложение
Неврози с напрегнатост и фобийни преживявания, психо-вегетативни промени в климактериума. За улесняване на заспиването. Бромазепам като цяло е дневен транквилизатор. Премахва напрегнатостта и страховите изживявания. Подобрява настроението в дистимни състояния. Миорелаксиращото му действие е слабо изразено за разлика от това на диазепама.

## Странични ефекти
Сънливост, намаляване на вниманието и концентрацията, при продължително прилагане и развитие на лекарствена зависимост. Усилва ефектите на алкохола, наркотичните аналгетици и психотропните средства. Алкохолът увеличава токсичността на препарата. Не се прилага при бременност особено в първите три месеца и при водачи на моторни превозни средства.

## Дозировка
1,5 – 3 мг 2 – 3 пъти дневно